# Ermione
Ermione és una òpera (azione tragica) en dos actes composta per Gioachino Rossini sobre un llibret italià d'Andrea Leone Tottola, basat en Andromaque de Jean Racine (1667). S'estrenà al Teatro San Carlo de Nàpols el 27 de març de 1819.

## Origen i context
Ermione fou la vint-i-setena òpera de Rossini i la cinquena que va estrenar a Nàpols. Tres mesos abans s'havia representat al mateix teatre Ricciardo e Zoraide. El musicòleg especialista en Rossini, Philip Gossett, considera que és «una de les millors obres de la història de l'òpera italiana del segle XIX».
El 1815, l'òpera napolitana era la dominadora de l'activitat operística de tot el país, però necessitava una empenta. L'empresari Domenico Barbaia, director dels principals teatres de la ciutat, va decidir que la millor manera d'assolir-ho era contractar el compositor més de moda: Rossini, que, malgrat la seva joventut, era el principal compositor d'òpera d'Itàlia.

## Historial de representacions
Segle XIX

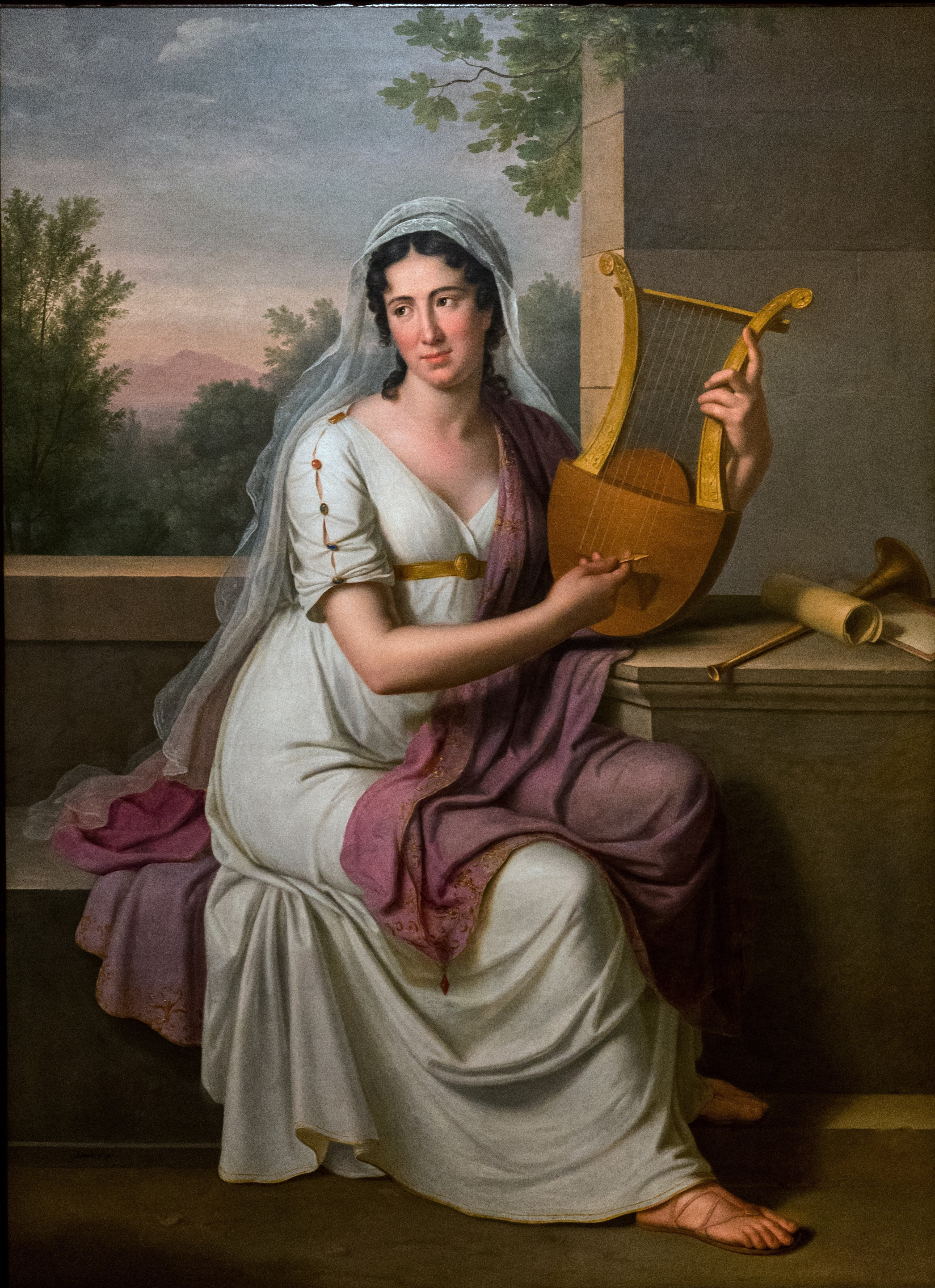
Isabella Colbran, la primera Ermione

Ermione es va representar per primera vegada al Teatro di San Carlo, Nàpols, el 27 de març de 1819. Per raons que encara no estan clares, l'òpera va ser retirada el 19 d'abril després de només set funcions, i no es va tornar a veure fins més de cent anys després de la mort de Rossini. Una possible explicació del seu fracàs podria ser l'elecció de Rossini de renunciar a l'ús del recitatiu secco a favor de la declamació acompanyada i de connectar cada número tancat amb el següent d'una manera que recordés les òperes franceses de Gluck i Spontini (aquest últim també va tenir una gran influència en l'Euryanthe de Weber, quatre anys més tard).

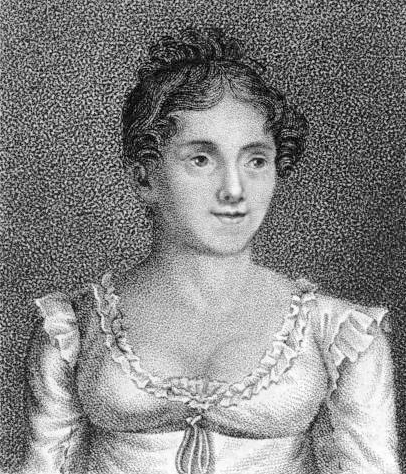
Rosmunda Pisaroni, creadora d'Andromaca

Malgrat el fracàs de l'òpera, Rossini semblava ser molt aficionat a aquesta obra i va conservar el seu manuscrit, juntament amb alguns altres dels seus anys napolitans, fins a la seva mort. La partitura autògrafa va ser lliurada llavors per la vídua, Olympe Pélissier, a Eugène Lecomte que la va confiar a la Bibliothèque Musée de l'Opéra de París. Finalment, es va oferir un concert a Siena l'agost de 1977.
A la vellesa, quan li van preguntar si li hauria agradat que Ermione fos traduït i produït als escenaris francesos, es diu que el compositor va respondre: "És el meu petit Guillaume Tell italià; i no veurà la llum fins després de la meva mort."
Segle XX i més enllà
La primera posada en escena moderna va ser al Rossini Opera Festival de Pesaro el 22 d'agost de 1987, amb Montserrat Caballé, Marilyn Horne, Chris Merritt i Rockwell Blake. A la Gran Bretanya, va tenir lloc un concert al Queen Elizabeth Hall el 10 d'abril de 1992 i la primera posada en escena va ser a Glyndebourne el 22 de maig de 1995. Als EUA, es va oferir en concert a l'⁣Òpera de San Francisco el 26 de juny de 1992, i l'òpera va ser presentada per primera vegada per l'Opera Omaha l'11 de setembre de 1992 en una producció de Jonathan Miller.
Altres escenificacions d'Ermione en els últims anys han tingut lloc a Nàpols (1988 i 2019), Madrid, Roma (1991), Buenos Aires (1992) i Santa Fe (2000). L'⁣Òpera de Nova York i l'Òpera de Dallas es van unir per muntar una producció el 2004. El juny de 2015 es va presentar un concert d'Ermione al Palacio de la Ópera de A Coruña dirigit per Alberto Zedda i protagonitzat per Angela Meade (Ermione), Michael Spyres (Pirro), Barry Banks (Oreste) i Marianna Pizzolato (Andromaca). La primera producció escènica alemanya es va presentar al Volkstheater Rostock el 5 de març de 2016 dirigida per David Parry i protagonitzada per Gulnara Shafigullina (Ermione), Paul Nilon (Pirro), Ashley Catling (Oreste) i Jasmin Etezadzadeh (Andromaca).

## Rols
| Rol                                                                             | Tipus de veu | Elenc estrena, 27 de març de 1819 (Director: Nicola Festa) |
| ------------------------------------------------------------------------------- | ------------ | ---------------------------------------------------------- |
| Ermione (Hermione), filla d'Helena i Menelau                                    | soprano      | Isabella Colbran                                           |
| Andromaca (Andròmaca), vídua d'Hèctor                                           | contralto    | Benedetta Rosmunda Pisaroni                                |
| Pirro, (Pyrrhus) fill d'Aquil·les i rei de l'Epir                               | tenor        | Andrea Nozzari                                             |
| Oreste (Orestes), fill d'Agamèmnon                                              | tenor        | Giovanni David                                             |
| Pilade (Pílades), company d'Oreste                                              | tenor        | Giuseppe Ciccimarra                                        |
| Cleone, la confident de l'Ermione                                               | mezzosoprano | Maria Manzi                                                |
| Fenicio, tutor de Pirro                                                         | baix         | Michele Benedetti                                          |
| Cefisa, confident d'Andròmaca                                                   | contralto    | Raffaella De Bernardis                                     |
| Attalo, el confident de Pirro                                                   | tenor        | Gaetano Chizzola                                           |
| Astianatte (Astíanax), fill d'Andromaca                                         | silenciós    |                                                            |
| Senyors de l'Epir, presoners troians, assistents d'Oreste, donzelles espartanes |              |                                                            |

## Argument

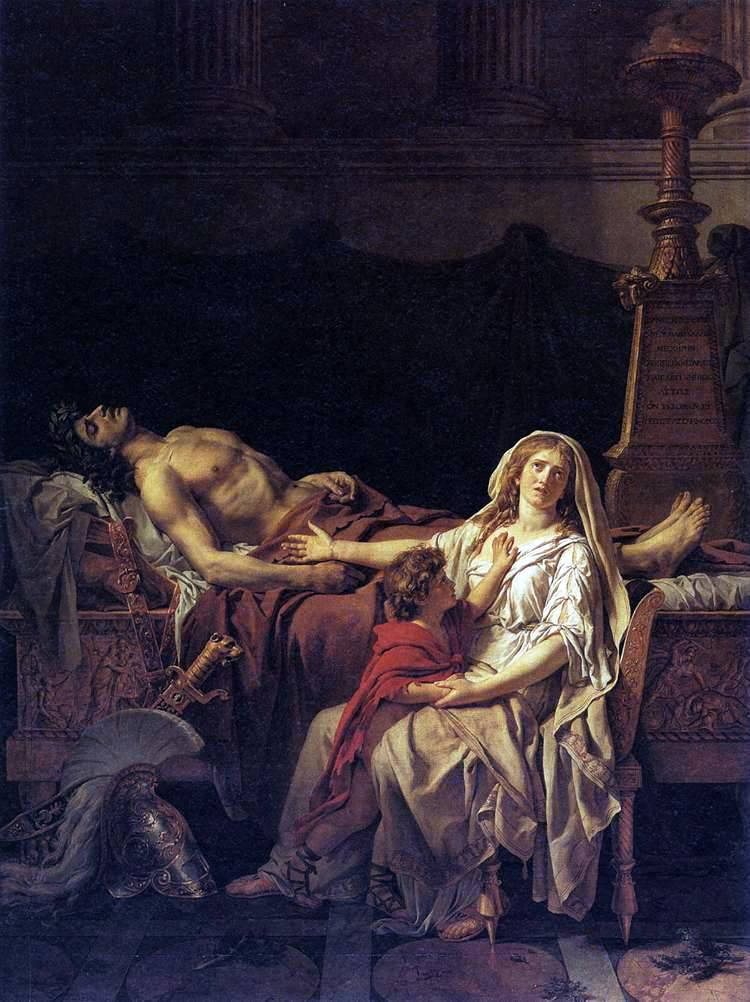
La Douleur et les Regrets d'Andromaque sur le corps d'Hector son mari, 1783

Lloc: Dins i voltants del palau de Pirro a l'⁣Epir
Temps: Poc després de la guerra de Troia

### Obertura
Inusualment, l'obertura s'interromp dues vegades pels laments dels troians captius.

### Acte 1
Escena 1: Un calabós al palau

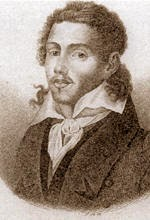
El tenor Giovanni David, creador d'Oreste

Astianatte dorm mentre els presoners continuen el seu lament (Cor: Troja! Qual fosti un di / "Troia! Una vegada tan gran"). Arriba Andromaca, escortada per Fenicio, Attalo i Cefisa, i abraça el seu fill (Cavatina: Mia delizia! / "La meva única alegria!"). Attalo li recorda que Astianatte serà alliberada si pot oblidar l'Hector, el seu marit mort, i cedir als avenços de Pirro. Fenicio, tement un altre esclat de guerra, increpa Attalo i, de mala gana, allunya Andromaca del seu fill.
Escena 2: Els jardins exteriors del palau
Cleone i algunes donzelles conviden Ermíone a unir-se a elles per a una sortida de caça (Cor: Dall'Oriente l'astro del giorno / "El sol es lleva a l'est"), però ella està irritada perquè Pirro l'ha abandonat i està cortejant Andromaca. Quan Pirro arriba, esperant trobar Andromaca, ella no hi és. En veure Ermione, intenta escapar, però ella l'atura i comencen a discutir acaloradament. (Duet: Non proseguir / "No diguis res més"). Són interromputs per un cor de grans, que anuncien l'arribada d'Oreste (Sul lido, di Agamennone il figlio, Oreste, è giunto / "A les nostres costes el fill d'Agamèmnon Oreste ha desembarcat"), per a l'alarma de Pirro i el delit d'Ermione. Pirro es recupera i marxa a organitzar la recepció d'Oreste; mentrestant, Ermione tem que l'arribada d'Oreste només condueixi al matrimoni de Pirro i Andromaca.
Escena 3: La sala del tron al palau
Oreste, desbordat, apareix amb Pilade, que intenta calmar-lo. Declara el seu amor no correspost per Ermione, però Pilade li diu que ha de complir amb el seu deure (Cavatina i duet: Che sorda al mesto pianto ... Ah! come nascondere la fiamma vorace / "Ella és sorda a les meves llàgrimes... Ah!, com puc amagar aquesta flama voraç"). Una marxa anuncia l'arribada de Pirro i Ermione, a la qual assisteixen Fenicio, Attalo, els grans i els guàrdies. Andromaca també entra, però es queda al fons de l'escenari. Oreste li diu a Pirro que representa a tots els reis de Grècia, que estan d'acord que Astianatte ha de morir abans que pugui venjar la mort d'Hector, el seu pare. Pirro desafia Oreste, dient que farà el que vulgui, i que Astianatte fins i tot pot compartir el tron amb ell (Ària: Balena in man del figlio l'asta di Achille ... Deh serena i mesti rai ... Non pavento: quest'alma ti sprezza / "La llança d'Aquil·les brilla a la mà del seu fill" ... "Il·lumina la teva mirada ombrívola" ... "No em pots espantar: la meva ànima et menysprea"). Andromaca i Ermione estan horroritzats, Oreste adverteix a Pirro que els grecs s'enfadaran amb ell, i Pilade promet que salvarà a Oreste de la ira de Pirro.
Escena 4: Els jardins exteriors del palau
Ermione li diu a Cleone que el seu amor per Pirro s'ha convertit en odi. Oreste declara el seu amor per Ermione, però ella el rebutja (Duet: Amarti? / "Jo? T'estimo?"). Arriba Pirro amb els grans i el seu seguici, que anuncien que ha canviat d'opinió i tornarà amb Ermione (Cor: Alfin l'Eroe da forte / "Finalment, l'heroi decidit"). Aleshores, Pirro li diu a Oreste, per a sorpresa de tothom que, després de tot, li lliurarà Astianatte. (Ermione, després els altres i Pirro: Sperar, poss'io? ... A me Astianatte / "Puc, esperar?"... "Porteu Astianatte aquí") Mentre els guàrdies es preparen per fer-ho, Andromaca demana a Pirro que tingui temps per reflexionar. Ermíone està enfurismada, i Pirro la torna a rebutjar. Andromaca promet suïcidar-se si es veu obligada a casar-se amb Pirro, mentre que Pilade insta a Orestes a marxar amb ell. L'acte acaba amb una gran consternació.

### Acte 2
El vestíbul d'entrada del palau

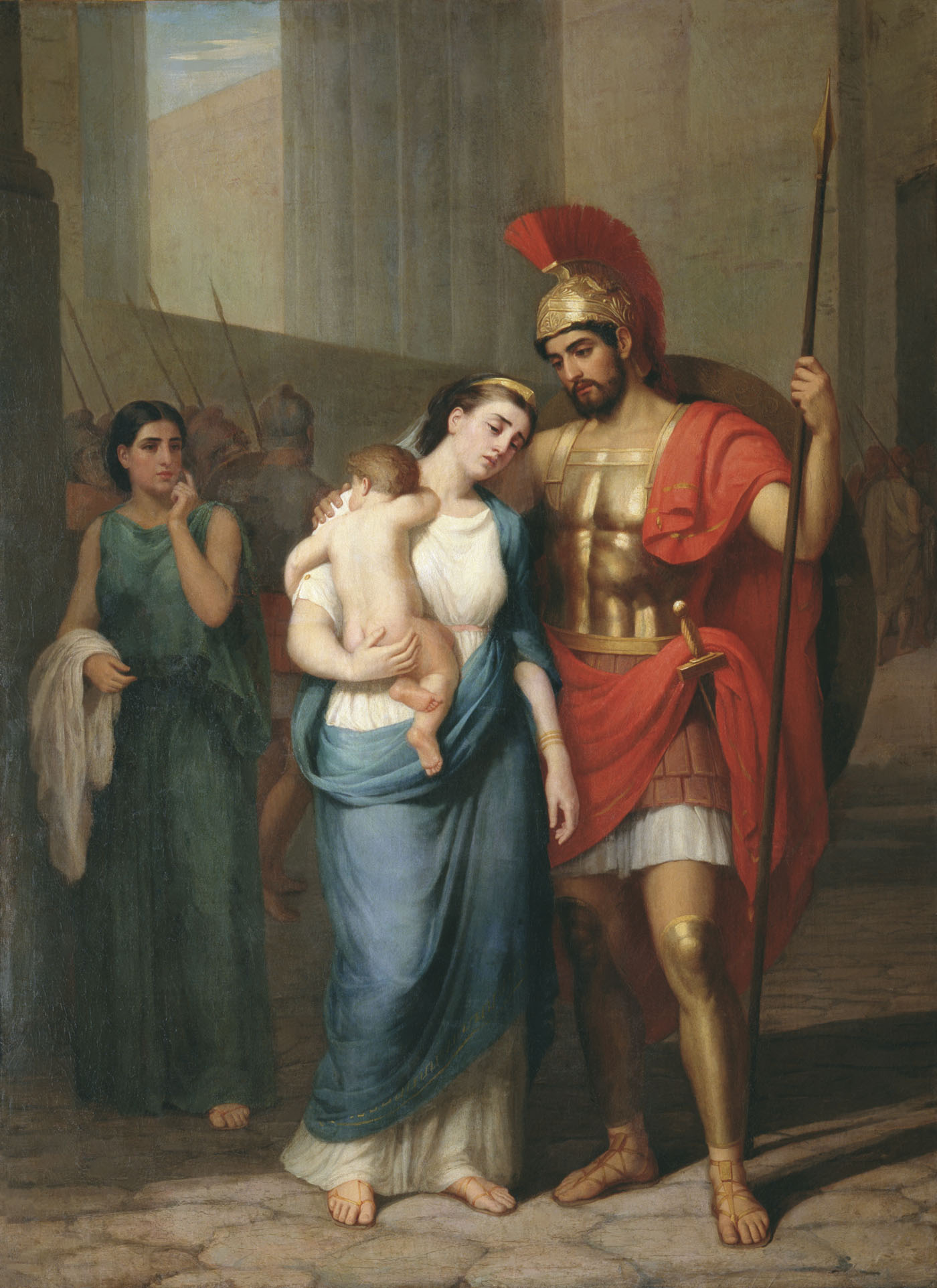
Ettore i Andromaca

Andromaca arriba per comunicar a Pirro que accepta casar-se amb ell. Encantat, Pirro envia Attalo per alliberar Astianatte i fer els preparatius per al matrimoni. Andromaca, encara trista, jura a ella mateixa que romandrà fidel a la memòria del seu marit difunt. Mentre Pirro la pressiona per fer els seus vots a l'altar, ella continua considerant la possibilitat del suïcidi. (Duet: Ombra del caro sposo ... Vieni a giurar / "Fantasma del meu estimat marit... Vine a jurar a l'altar").
Pirro marxa. Andromaca pren la decisió de fer jurar a Pirro que Astianatte serà perdonat abans de la seva pròpia mort. Ermione, acompanyada de Fenicio i Cleone, apareix i insulta Andromaca, la qual decideix perdonar-la i retirar-se. Després, demana a Fenicio que transmeti a Pirro que encara l'estima, tot i que tingui la intenció de deixar-lo (Ària: Di, che vedesti piangere / "Digues-li que has vist les meves llàgrimes"). Se'n va, i Cleone li diu a Ermione que Pirro no és digne d'ella. Ermione contempla el suïcidi (Ària: Amata, l'amai / "Era estimada i estimada").

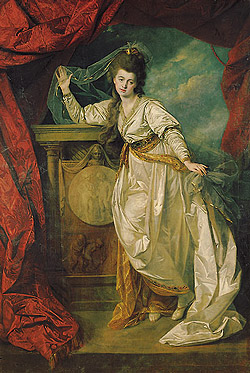
Elizabeth Farren com a Ermione

Pirro fa la seva entrada al so d'una alegre celebració, acompanyat de la processó nupcial.(Cor: Premia, o Amore, sì bella costanza / "Déu de l'amor, premia aquesta constància commovedora"). Ermione es desmaia. Quan les seves donzelles i amics intenten consolar-la, demana venjança. Oreste arriba i li confessa que encara l'estima. Andromaca li lliura una daga i, amb les mans tremoloses, Oreste surt per a venjar-la. Ermione demana als déus que li donin força al seu braç, mentre Cleone i el cor comenten la seva angoixa (Cor i duet: Il tuo dolor ci affretta a consolarti ...Se l'amor mio ti è caro ... Incerto, palpitante ... Se a me nemiche stelle / "Venim a consolar-vos... Si el meu amor us és estimat" ... "Incerta, palpitant" ... "A menys que, oh déus, sou els meus enemics"). Ella surt precipitada i furiosa, seguida dels altres.
Fenicio i Pilade es troben i fan prediccions sobre la possible caiguda de Pirro si continua amb el seu matrimoni amb Andromaca (Duettino: A così triste immagine / "Imaginacions tan tristes"). Surten en direccions contràries.
Ermione torna, extremadament agitada. No té clares les seves emocions, debatint-se entre l'amor i l'odi cap a Pirro, i lamentant haver donat l'ordre a Oreste de matar-lo. (Ària: Parmi, che a ogn'istante de' suoi rimorsi al grido / "Imagino que en qualsevol moment pot emetre un crit de remordiment") Apareix Oreste, d'ulls salvatges, ensopegant i allargant el punyal tacat de sang. Li diu a Ermione que està venjada, (Duet: Sei vendicata / "Estàs venjada") i descriu com Pirro va salvar a Astianatte i va jurar fer-lo el seu hereu. Envoltat de soldats enfurismats que desembeinen les espases, Pirro va ser atacat i assassinat, tot i que no per obra d'Oreste, qui assegura haver donat la daga a un altre home i posteriorment l'havia recuperat. Ermione acusa Oreste de l'assassinat i s'adona que encara estava enamorada de Pirro. En un moment d'ira, ella demana a les Eumènides que castiguin Oreste.
Arriben Pilade i els seus mariners, dient a Oreste que fugi amb ells. Al principi es nega, però quan Ermione li diu que espera que s'ofegui, es desmaia. Demana als llamps i a la mort que facin el millor possible mentre Pilade i els homes el porten mig fins al seu vaixell (Finale: Ah! Ti rinvenni / "Ah! T'he trobat").

## Estructura
- Simfonia amb cor

Acte I
- 1 Introducció Troja qual fosti un dì! (Cor, Fenicio, Andromaca, Cefisa, Attalo)
- 2 Cor Dall'Oriente l'astro del giorno (Cleone)
- 3 Duet amb cor Non proseguir! Comprendo! (Ermione, Pirro)
- 4 Cavatina amb pertichini Reggia abborrita! (Oreste, Pilade)
- 5 Marxa, escena i cavatina amb coro Balena in man del figlio (Pirro)
- 6 Final primer:
  - Duet Amarti? (Ermione, Oreste)
  - Marxa i cor Alfin l'eroe da forte
  - Transició Dal valor de' detti tuoi (Pirro, Cleone, Pilade, Fenicio, Andromaca, Cefisa, Attalo, Oreste, Ermione)
  - Nonet Sperar poss'io? (Ermione, Pilade, Pirro, Andromaca, Oreste, Cleone, Cefisa, Attalo, Fenicio)
  - Tempo di mezzo A me Astianatte! (Pirro, Andromaca, Ermione, Oreste, Pilade, Fenicio)
  - Stretta Pirro, deh serbami la fè giurata (Ermione, Pirro, Cleone, Cefisa, Oreste, Pilade, Attalo, Andromaca, Fenicio, Cor)

Acte II
- 8 Duet Ombra del caro sposo (Andromaca, Pirro)
- 9 Gran scena d'Ermione:
  - Recitatiu Essa corre al trionfo! (Ermione)
  - Arioso Dì che vedesti piangere (Ermione)
  - Transició Ah, voglia il ciel (Fenicio, Cleone, Ermione)
  - Arioso Amata, l'amai (Ermione)
  - Transició Ma che ascolto?, marxa i cor Premi Amore sì bella costanza (Cleone, Ermione)
  - Arioso Un'empia mel rapì! (Ermione)
  - Tempo di mezzo Il tuo dolor ci affretta (Cor, Ermione, Oreste)
  - Stretta Se a me nemiche, o stelle (Ermione, Cleone, Cor)
- 10 Duet A così trista immagine (Fenicio, Pilade)
- 11 Final segon Che feci? Ove son? (Ermione, Oreste, Pilade, Cor)[8]

## Enregistraments
| Any  | Elenc: Ermione, Andromaca, Pirro, Oreste                               | Director, Teatre d'òpera i orquestra                                                                                      | Segell:                                                           |
| ---- | ---------------------------------------------------------------------- | --- | ----------------------------------------------------------------- |
| 1986 | Cecilia Gasdia, Margarita Zimmermann, Ernesto Palacio, Chris Merritt   | Claudio Scimone, Orquestra Filharmònica de Monte Carlo i el Cor Filharmònic de Praga                                      | Àudio CD: Erato Records Cat: 2292-45790                           |
| 1995 | Anna Caterina Antonacci, Diana Montague, Jorge López Yáñez, Bruce Ford | Andrew Davis, London Philharmonic Orchestra i el cor del Glyndebourne Festival Chorus                                     | DVD: Warner Music Vision Cat: 0630 14012-2; Kultur Cat: D 2850    |
| 2008 | Sonia Ganassi, Marianna Pizzolato, Gregory Kunde, Antonino Siragusa    | Roberto Abbado, Orquestra del Teatro Comunale di Bologna Orchestra i Cor de Cambra de Praga Adriatic Arena, Pesaro, agost | Àudio CD: Celestial Audio Cat: CA 808 DVD: Dynamic Cat: CDS 33609 |
| 2009 | Carmen Giannattasio, Patricia Bardon, Paul Nilon, Colin Lee            | David Parry, London Philharmonic Orchestra i el Geoffrey Mitchell Choir                                                   | Àudio CD: Opera Rara Cat: ORC42                                   |